# Shamrock Rovers Football Club 2021
Questa voce raccoglie le informazioni riguardanti lo Shamrock Rovers Football Club nelle competizioni ufficiali della stagione 2021.

## Maglie e sponsor
| Casa | Trasferta | Terza maglia |

## Rosa
Aggiornata al 23 aprile 2021
| N. |                             | Ruolo | Calciatore      |
| -- | --------------------------- | ----- | --------------- |
| 1  | Irlanda del Nord (bandiera) | P     | Alan Mannus     |
| 2  | Irlanda (bandiera)          | D     | Sean Gannon     |
| 3  | Irlanda (bandiera)          | D     | Seán Hoare      |
| 4  | Capo Verde (bandiera)       | D     | Roberto Lopes   |
| 5  | Irlanda (bandiera)          | C     | Lee Grace       |
| 7  | Irlanda (bandiera)          | C     | Dylan Watts     |
| 8  | Irlanda (bandiera)          | C     | Ronan Finn      |
| 9  | Irlanda (bandiera)          | A     | Aaron Greene    |
| 10 | Irlanda (bandiera)          | A     | Graham Burke    |
| 11 | Irlanda (bandiera)          | D     | Seán Kavanagh   |
| 14 | Irlanda (bandiera)          | C     | Daniel Mandroiu |

| N. |                     | Ruolo | Calciatore     |
| -- | ------------------- | ----- | -------------- |
| 15 | Irlanda (bandiera)  | D     | Liam Scales    |
| 16 | Irlanda (bandiera)  | C     | Gary O'Neill   |
| 19 | Irlanda (bandiera)  | A     | Dean Williams  |
| 20 | Irlanda (bandiera)  | A     | Rory Gaffney   |
| 22 | Irlanda (bandiera)  | C     | Darragh Nugent |
| 23 | Irlanda (bandiera)  | A     | Neil Farrugia  |
| 24 | Irlanda (bandiera)  | C     | Max Murphy     |
| 25 | Germania (bandiera) | P     | Leon Pöhls     |
| 26 | Irlanda (bandiera)  | C     | Chris McCann   |
| 28 | Irlanda (bandiera)  | D     | Joey O'Brien   |
| 38 | Irlanda (bandiera)  | C     | Aidomo Emakhu  |

## Risultati

### Premier Division

#### Stagione regolare
| Arbitro: | Rob Hennessy |

|            |           |                          |
| Greene 89’ | Marcatori | 87’ (aut.) Roberto Lopes |

| Arbitro: | Damien MacGraith |

|  |           |                       |
|  | Marcatori | 34’ Gaffney 39’ Burke |

| Arbitro: | Paul McLoughlin |

|                        |           |           |
| Mandroiu 35’ Watts 76’ | Marcatori | 89’ Hoban |

| Arbitro: | Derek Tomney |

|              |           |             |
| Figueira 82’ | Marcatori | 88’ Gaffney |

| Arbitro: | Rob Hennessy |

|                               |           |           |
| Burke 54’ (rig.) Gannon 90+3’ | Marcatori | 7’ Grimes |

| Arbitro: | Damien MacGraith |

|  |           |                |
|  | Marcatori | 90+5’ Mandroiu |

| Arbitro: | Paul McLaughlin |

|                           |           |             |
| Watts 5’ Burke 76’ (rig.) | Marcatori | 20’ Tierney |

| Arbitro: | Rob Hennessy |

|  |           |                       |
|  | Marcatori | 74’ Gaffney 81’ Hoare |

| Arbitro: | Adriano Reale |

|                                      |           |  |
| Gaffney 13’ O'Neill 33’ Mandroiu 54’ | Marcatori |  |

| Arbitro: | Derek Tomney |

|              |           |                          |
| Forrester 4’ | Marcatori | 41’ Burke 90+2’ Mandroiu |

| Arbitro: | G. Kelly |

|             |           |                     |
| Gaffney 56’ | Marcatori | 49’ (rig.) Patching |

| Arbitro: | Rob Harvey |

|                        |           |             |
| McEleney 11’ Kelly 59’ | Marcatori | 13’ O'Brien |

| Arbitro: | Neil Doyle |

|  |           |            |
|  | Marcatori | 55’ Parkes |

| Arbitro: | Ray Matthews |

|  |           |               |
|  | Marcatori | 90+5’ Gaffney |

| Arbitro: | N. Connely |

|           |           |           |
| Greene 9’ | Marcatori | 55’ Foley |

| Arbitro: | Adriano Reale |

|              |           |                                         |
| Molloy 90+5’ | Marcatori | 13’ (rig.) Burke 48’ Gaffney 68’ Greene |

| Arbitro: | Neil Doyle |

|           |           |  |
| Kelly 56’ | Marcatori |  |

| Arbitro: | N. Connely |

|                  |           |                  |
| Burke 19’ (rig.) | Marcatori | 64’ (rig.) Lyons |

### Supercoppa d'Irlanda
| Arbitro: | Damien MacGraith |

|                                          |                      |                                           |
| Scales 47’                               | Marcatori            | 79’ Nattestad                             |
| Watts Greene O'Brien Gaffney Burke Lopes | Tiri di rigore 3 – 4 | Hoban Sloggett Cleary Shields Boyle Leahy |

## Statistiche

### Statistiche di squadra
| Competizione         | Punti | In casa | In casa | In casa | In casa | In casa | In casa | In trasferta | In trasferta | In trasferta | In trasferta | In trasferta | In trasferta | Totale | Totale | Totale | Totale | Totale | Totale | DR  |
| Competizione         | Punti | G       | V       | N       | P       | Gf      | Gs      | G            | V            | N            | P            | Gf           | Gs           | G      | V      | N      | P      | Gf     | Gs     | DR  |
| -------------------- | ----- | ------- | ------- | ------- | ------- | ------- | ------- | ------------ | ------------ | ------------ | ------------ | ------------ | ------------ | ------ | ------ | ------ | ------ | ------ | ------ | --- |
| Premier Division     | 35    | 9       | 4       | 4       | 1       | 13      | 8       | 9            | 6            | 1            | 2            | 14           | 6            | 18     | 10     | 5      | 3      | 27     | 14     | +13 |
| FAI Cup              | -     | -       | -       | -       | -       | -       | -       | -            | -            | -            | -            | -            | -            | -      | -      | -      | -      | -      | -      | -   |
| Supercoppa d'Irlanda | 0     | 0       | 0       | 0       | 0       | 0       | 0       | 0            | 0            | 0            | 0            | 0            | 0            | 1      | 0      | 1      | 0      | 1      | 1      | 0   |
| Champions League     | -     | -       | -       | -       | -       | -       | -       | -            | -            | -            | -            | -            | -            | -      | -      | -      | -      | -      | -      | -   |
| Totale               | 35    | 9       | 4       | 4       | 1       | 13      | 8       | 9            | 6            | 1            | 2            | 14           | 6            | 19     | 10     | 6      | 3      | 28     | 15     | +13 |

### Andamento in campionato
| Giornata  | 1 | 2 | 3 | 4 | 5 | 6 | 7 | 8 | 9 | 10 | 11 | 12 | 13 | 14 | 15 | 16 | 17 | 18 | 19 | 20 | 21 | 22 | 23 | 24 | 25 | 26 | 27 | 28 | 29 | 30 | 31 | 32 | 33 | 34 | 35 | 36 |
| --------- | - | - | - | - | - | - | - | - | - | -- | -- | -- | -- | -- | -- | -- | -- | -- | -- | -- | -- | -- | -- | -- | -- | -- | -- | -- | -- | -- | -- | -- | -- | -- | -- | -- |
| Luogo     | C | T | C | T | C | T | C | T | C | T  | C  | T  | C  | T  | C  | T  | T  | C  |    |    |    |    |    |    |    |    |    |    |    |    |    |    |    |    |    |    |
| Risultato | N | V | V | N | V | V | V | V | V | V  | N  | P  | P  | V  | N  | V  | P  | N  |    |    |    |    |    |    |    |    |    |    |    |    |    |    |    |    |    |    |
| Posizione | 6 | 3 | 5 | 5 | 2 | 2 | 2 | 2 | 1 | 1  | 1  | 1  | 2  | 2  | 1  | 1  | 2  | 2  |    |    |    |    |    |    |    |    |    |    |    |    |    |    |    |    |    |    |

Legenda:

Luogo: C = Casa; T = Trasferta. Risultato: V = Vittoria; N = Pareggio; P = Sconfitta.

### Statistiche dei giocatori
| Giocatore   | Premier Division | Premier Division | Premier Division | Premier Division | FAI Cup  | FAI Cup | FAI Cup     | FAI Cup    | Supercoppa | Supercoppa | Supercoppa  | Supercoppa | Champions League | Champions League | Champions League | Champions League | Totale   | Totale | Totale      | Totale     |
| Giocatore   | Presenze         | Reti             | Ammonizioni      | Espulsioni       | Presenze | Reti    | Ammonizioni | Espulsioni | Presenze   | Reti       | Ammonizioni | Espulsioni | Presenze         | Reti             | Ammonizioni      | Espulsioni       | Presenze | Reti   | Ammonizioni | Espulsioni |
| ----------- | ---------------- | ---------------- | ---------------- | ---------------- | -------- | ------- | ----------- | ---------- | ---------- | ---------- | ----------- | ---------- | ---------------- | ---------------- | ---------------- | ---------------- | -------- | ------ | ----------- | ---------- |
| A. Mannus   | 18               | 0                | 0                | 0                | -        | -       | -           | -          | 1          | 0          | 0           | 0          | -                | -                | -                | -                | 19       | 0      | 0           | 0          |
| L. Pöhls    | 0                | 0                | 0                | 0                | -        | -       | -           | -          | 0          | 0          | 0           | 0          | -                | -                | -                | -                | 0        | 0      | 0           | 0          |
| S. Gannon   | 17               | 1                | 4                | 0                | -        | -       | -           | -          | 1          | 0          | 0           | 0          | -                | -                | -                | -                | 18       | 1      | 4           | 0          |
| S. Hoare    | 15               | 1                | 6                | 1                | -        | -       | -           | -          | 1          | 0          | 0           | 0          | -                | -                | -                | -                | 16       | 1      | 6           | 1          |
| R. Lopes    | 13               | 0                | 2                | 0                | -        | -       | -           | -          | 1          | 0          | 0           | 0          | -                | -                | -                | -                | 14       | 0      | 2           | 0          |
| S. Kavanagh | 5                | 0                | 0                | 0                | -        | -       | -           | -          | 0          | 0          | 0           | 0          | -                | -                | -                | -                | 5        | 0      | 0           | 0          |
| L. Scales   | 18               | 0                | 3                | 0                | -        | -       | -           | -          | 1          | 1          | 0           | 0          | -                | -                | -                | -                | 19       | 1      | 3           | 0          |
| J. O'Brien  | 5                | 1                | 1                | 0                | -        | -       | -           | -          | 1          | 0          | 1           | 0          | -                | -                | -                | -                | 6        | 1      | 2           | 0          |
| L. Grace    | 15               | 0                | 1                | 0                | -        | -       | -           | -          | 0          | 0          | 0           | 0          | -                | -                | -                | -                | 15       | 0      | 1           | 0          |
| D. Watts    | 10               | 2                | 1                | 0                | -        | -       | -           | -          | 1          | 0          | 0           | 0          | -                | -                | -                | -                | 11       | 2      | 1           | 0          |
| R. Finn     | 11               | 0                | 2                | 0                | -        | -       | -           | -          | 1          | 0          | 0           | 0          | -                | -                | -                | -                | 12       | 0      | 2           | 0          |
| D. Mandroiu | 18               | 4                | 1                | 0                | -        | -       | -           | -          | 1          | 0          | 1           | 0          | -                | -                | -                | -                | 19       | 4      | 2           | 0          |
| G. O'Neill  | 16               | 1                | 2                | 0                | -        | -       | -           | -          | 0          | 0          | 0           | 0          | -                | -                | -                | -                | 16       | 1      | 2           | 0          |
| D. Nugent   | 3                | 0                | 0                | 0                | -        | -       | -           | -          | 0          | 0          | 0           | 0          | -                | -                | -                | -                | 3        | 0      | 0           | 0          |
| M. Murphy   | 4                | 0                | 1                | 0                | -        | -       | -           | -          | 0          | 0          | 0           | 0          | -                | -                | -                | -                | 4        | 0      | 1           | 0          |
| C. McCann   | 13               | 0                | 5                | 0                | -        | -       | -           | -          | 1          | 0          | 1           | 0          | -                | -                | -                | -                | 14       | 0      | 6           | 0          |
| A. Greene   | 15               | 3                | 2                | 0                | -        | -       | -           | -          | 1          | 0          | 0           | 0          | -                | -                | -                | -                | 16       | 3      | 2           | 0          |
| G. Burke    | 17               | 7                | 5                | 0                | -        | -       | -           | -          | 1          | 0          | 0           | 0          | -                | -                | -                | -                | 18       | 7      | 5           | 0          |
| D. Williams | 6                | 0                | 0                | 0                | -        | -       | -           | -          | 0          | 0          | 0           | 0          | -                | -                | -                | -                | 6        | 0      | 0           | 0          |
| R. Gaffney  | 16               | 7                | 1                | 0                | -        | -       | -           | -          | 1          | 0          | 0           | 0          | -                | -                | -                | -                | 17       | 7      | 1           | 0          |
| N. Farrugia | 1                | 0                | 0                | 0                | -        | -       | -           | -          | 0          | 0          | 0           | 0          | -                | -                | -                | -                | 1        | 0      | 0           | 0          |
| A. Emakhu   | 2                | 0                | 0                | 0                | -        | -       | -           | -          | 0          | 0          | 0           | 0          | -                | -                | -                | -                | 2        | 0      | 0           | 0          |